# 13 Japanese Birds
13 Japanese Birds é uma série de treze CDs do músico japonês Masami Akita, sob a alcunha de Merzbow.
Eles foram lançados pela Important Records de janeiro de 2009 a janeiro de 2010. Cada álbum está limitado a 1.000 cópias. Eles estão também disponíveis por assinatura; apenas os CDs, ou embalados em uma caixa de bambu. Também está disponível em uma caixa de bambu com uma pintura acrílica feita por Masami Akita. Eles serão todos agrupadas em uma sacola como 13 Japanese Birds in a Bag com um bônus em CD-R de material adicional das sessões em 23 de março.
A série é inspirada no Catalogue d'oiseaux de Olivier Messiaen, e também representa a volta de Merzbow ao uso de sons analógicos e pela primeira vez na carreira solo de Merzbow, ele usa uma bateria. Este é também o segundo maior lançamento da carreira de Merzbow (o primeiro foi o lançamento de Merzbox em 2000). Os CDs foram gravados em uma base mensal (um álbum a cada mês), e Masami frequentemente revisita antigas gravações. O trabalho artístico é de Jenny Akita.
Um LP chamado Jigokuhen será lançado para comemorar a conclusão da série.

## Suzume: 13 Japanese Birds Pt. 1
Suzume é o primeiro álbum de estúdio da box set, lançado em janeiro de 2009. O título do álbum refere-se à ave pardal (雀, Suzume).

### Faixas
Todas as músicas compostas por Masami Akita.
| N.º            | Título                     | Duração |  |
| 1.             | "Red Bird Of Summer Pt. 1" | 19:42   |  |
| 2.             | "Fandangos In Space"       | 5:41    |  |
| 3.             | "Tori Uta"                 | 6:24    |  |
| 4.             | "Red Bird Of Summer Pt. 2" | 17:06   |  |
| Duração total: | Duração total:             | 48:53   |  |

### Críticas
| Críticas profissionais | Críticas profissionais |
| Avaliações da crítica  | Avaliações da crítica  |
| Fonte                  | Avaliação              |
| ---------------------- | ---------------------- |
| Musique Machine        | [ 6 ]                  |

### Créditos
- Jenny Akita - Trabalho artístico

## Fukurou: 13 Japanese Birds Pt. 2
Fukurou é o segundo álbum de estúdio da box set, lançado em fevereiro de 2009. O título do álbum refere-se à ave coruja (梟, Fukurou). Neste álbum ele credita-se duas vezes, a primeira como Masami Akita e um outra como "MA".

### Faixas
Todas as músicas compostas por Masami Akita.
| N.º            | Título            | Duração |  |
| 1.             | "Gorosukehoukou"  | 22:18   |  |
| 2.             | "Variation No. 1" | 9:51    |  |
| 3.             | "Variation No. 2" | 9:49    |  |
| 4.             | "Noritsukehousei" | 16:49   |  |
| Duração total: | Duração total:    | 58:47   |  |

### Críticas
| Críticas profissionais | Críticas profissionais |
| Avaliações da crítica  | Avaliações da crítica  |
| Fonte                  | Avaliação              |
| ---------------------- | ---------------------- |
| Allmusic               | [ 8 ]                  |
| Musique Machine        | [ 9 ]                  |

### Créditos
- Jenny Akita - Trabalho artístico
- M.A - EMS Synthi 'A', EMS VCS3 II, computadores, instrumentos artesanais, efeitos variados

## Yurikamome: 13 Japanese Birds Pt. 3
Yurikamome é o terceiro álbum de estúdio da box set, lançado em março de 2009. O título do álbum refere-se à ave guincho-comum (百合鴎, Yurikamome).

### Faixas
Todas as músicas compostas por Masami Akita.
| N.º            | Título                 | Duração |  |
| 1.             | "Black Headed Gull"    | 31:42   |  |
| 2.             | "February 2002"        | 13:33   |  |
| 3.             | "The Angel Of The Odd" | 8:05    |  |
| Duração total: | Duração total:         | 53:20   |  |

### Críticas
| Críticas profissionais | Críticas profissionais |
| Avaliações da crítica  | Avaliações da crítica  |
| Fonte                  | Avaliação              |
| ---------------------- | ---------------------- |
| Allmusic               | [ 11 ]                 |
| Musique Machine        | [ 12 ]                 |

### Créditos
- Jenny Akita - Trabalho artístico
- Gravado e mixado na Munemi House, Tóquio, janeiro de 2009.

## Karasu: 13 Japanese Birds Pt. 4
Karasu é o quarto álbum de estúdio da box set, lançado em abril de 2009. O título do álbum refere-se à ave corvo (鴉, Karasu).

### Faixas
Todas as músicas compostas por Masami Akita.
| N.º            | Título            | Duração |  |
| 1.             | "Argus"           | 19:40   |  |
| 2.             | "Stone the Crows" | 27:35   |  |
| 3.             | "Morgue"          | 16:56   |  |
| Duração total: | Duração total:    | 1:04:11 |  |

### Créditos
- Jenny Akita - Trabalho artístico
- Gravada na Munemi House, Tóquio, 2009.

## Uzura: 13 Japanese Birds Pt. 5
Uzura é o quinto álbum de estúdio da box set, lançado em maio de 2009. O título do álbum refere-se à ave codorna japonesa (鶉, Uzura).

### Faixas
Todas as músicas compostas por Masami Akita.
| N.º            | Título                                                                | Duração |  |
| 1.             | "Requiem for the 259,000 quails culled at a farm in Toyohashi Part 1" | 15:54   |  |
| 2.             | "Requiem for the 259,000 quails culled at a farm in Toyohashi Part 2" | 27:37   |  |
| 3.             | "Requiem for the 259,000 quails culled at a farm in Toyohashi Part 3" | 12:35   |  |
| Duração total: | Duração total:                                                        | 56:06   |  |

### Críticas
| Críticas profissionais | Críticas profissionais |
| Avaliações da crítica  | Avaliações da crítica  |
| Fonte                  | Avaliação              |
| ---------------------- | ---------------------- |
| Allmusic               | [ 14 ]                 |

### Créditos
- Jenny Akita - Trabalho artístico
- Gravado e mixado na Munemi House, março de 2009

## Kamo: 13 Japanese Birds Pt. 6
Kamo é o sexto álbum de estúdio da box set, lançado em junho de 2009. O título do álbum refere-se à ave pato (鴨, Kamo). Merzbow comentou sobre a primeira faixa do álbum, dizendo que a música é sobre um governador de Tóquio, chamado Ishihara, que está promovendo o extermínio de pombos selvagens e corvos "esta é uma canção de protesto contra esta política de merda".

### Faixas
Todas as músicas compostas por Masami Akita.
| N.º            | Título                                          | Duração |  |
| 1.             | "Bird Killer Governor Ishihara Deserves To Die" | 16:44   |  |
| 2.             | "Wilderness In Akasaka"                         | 19:39   |  |
| 3.             | "Heresy"                                        | 15:57   |  |
| Duração total: | Duração total:                                  | 52:20   |  |

### Créditos
- Jenny Akita - Trabalho artístico
- Gravado e mixado na Munemi House, abril de 2009

## Kujakubato: 13 Japanese Birds Pt. 7
Kujakubato é o sétimo álbum de estúdio da box set, lançado em agosto de 2009. O título do álbum refere-se à ave pombo (孔雀鳩, Kujakubato).

### Faixas
Todas as músicas compostas por Masami Akita.
| N.º            | Título                        | Duração |  |
| 1.             | "Wind of Pain"                | 7:50    |  |
| 2.             | "Pigeon Walk Part 1"          | 10:15   |  |
| 3.             | "Pigeon Walk Part 2"          | 7:58    |  |
| 4.             | "Dove Festival"               | 14:07   |  |
| 5.             | "Bird Droppings on your Head" | 5:52    |  |
| Duração total: | Duração total:                | 46:02   |  |

### Críticas
| Críticas profissionais | Críticas profissionais |
| Avaliações da crítica  | Avaliações da crítica  |
| Fonte                  | Avaliação              |
| ---------------------- | ---------------------- |
| AllMusic               | [ 16 ]                 |

### Créditos
- Jenny Akita - Trabalho artístico
- Gravado e mixado na Munemi House, Tóquio, maio de 2009.

## Kokuchou: 13 Japanese Birds Pt. 8
Kokuchou é o oitavo álbum de estúdio da box set, lançado em agosto de 2009. O título do álbum refere-se à ave cisne-negro (黒鳥, Kokuchou).

### Faixas
Todas as músicas compostas por Masami Akita.
| N.º            | Título         | Duração |  |
| 1.             | "Mesmerism"    | 5:33    |  |
| 2.             | "Black Swan"   | 24:03   |  |
| 3.             | "Colored Rain" | 13:22   |  |
| 4.             | "Ushiwaka 2"   | 7:25    |  |
| Duração total: | Duração total: | 50:23   |  |

### Críticas
| Críticas profissionais | Críticas profissionais |
| Avaliações da crítica  | Avaliações da crítica  |
| Fonte                  | Avaliação              |
| ---------------------- | ---------------------- |
| AllMusic               | [ 17 ]                 |

### Créditos
- Jenny Akita - Trabalho artístico
- Gravada na Munemi House, Tóquio, junho de 2009.

## Hiyodori: 13 Japanese Birds Pt. 9
Hiyodori é o nono álbum de estúdio da box set, lançado em setembro de 2009. O título do álbum refere-se à ave bulbul-de-orelhas-castanhas (鵯, Hiyodori).

### Faixas
Todas as músicas compostas por Masami Akita.
| N.º            | Título             | Duração |  |
| 1.             | "Hiyodori"         | 30:20   |  |
| 2.             | "Across The Earth" | 16:18   |  |
| 3.             | "Purple Triangle"  | 17:45   |  |
| Duração total: | Duração total:     | 1:04:23 |  |

### Críticas
| Críticas profissionais | Críticas profissionais |
| Avaliações da crítica  | Avaliações da crítica  |
| Fonte                  | Avaliação              |
| ---------------------- | ---------------------- |
| AllMusic               | [ 18 ]                 |

### Créditos
- Jenny Akita - Trabalho artístico
- Gravada na Munemi House, Tóquio, julho de 2009.

## Niwatori: 13 Japanese Birds Pt. 10
Niwatori é o décimo álbum de estúdio da box set, lançado em novembro de 2009. O título do álbum refere-se à ave galinha (鶏, Niwatori).

### Faixas
| N.º | Título                 | Duração |  |
| 1.  | "Niwatori Obsession 1" | 29:32   |  |
| 2.  | "Niwatori Obsession 2" | 18:19   |  |
| 3.  | "Niwatori Obsession 3" | 14:48   |  |

## Shirasagi: 13 Japanese Birds Pt. 11
Shirasagi é o décimo primeiro álbum de estúdio da box set, lançado em novembro de 2009. O título do álbum refere-se à ave garça (白鷺, Shirasagi).

### Faixas
| N.º | Título                                                                    | Duração |  |
| 1.  | "Transformed into Food"                                                   | 16:28   |  |
| 2.  | "Once the Human Meat Is Done, Cut It Up and Mix with the Vegetable Curry" | 11:10   |  |
| 3.  | "Dismemberment of Nature"                                                 | 14:37   |  |
| 4.  | "Chained"                                                                 | 16:11   |  |

## Tsubame: 13 Japanese Birds Pt. 12
Tsubame é o décimo segundo álbum de estúdio da box set, lançado em dezembro de 2009. O título do álbum refere-se à ave andorinha-das-chaminés (燕, Tsubame).

### Faixas
| N.º | Título                          | Duração |  |
| 1.  | "Destroy the Cages"             | 17:24   |  |
| 2.  | "Burn Down Research Facilities" | 21:38   |  |
| 3.  | "Escape from Captors"           | 16:00   |  |

## Chabo: 13 Japanese Birds Pt. 13
Chabo é o décimo terceiro álbum de estúdio da box set, lançado em janeiro de 2010. O título do álbum refere-se à ave chabo (矮鶏, Chabo).

### Faixas
| N.º | Título         | Duração |  |
| 1.  | "Resurrection" | 51:24   |  |